# Macugonalia umbrosa
Macugonalia umbrosa är en insektsart som beskrevs av Young 1977. Macugonalia umbrosa ingår i släktet Macugonalia och familjen dvärgstritar. Inga underarter finns listade i Catalogue of Life.